# Lockheed Martin Space Systems

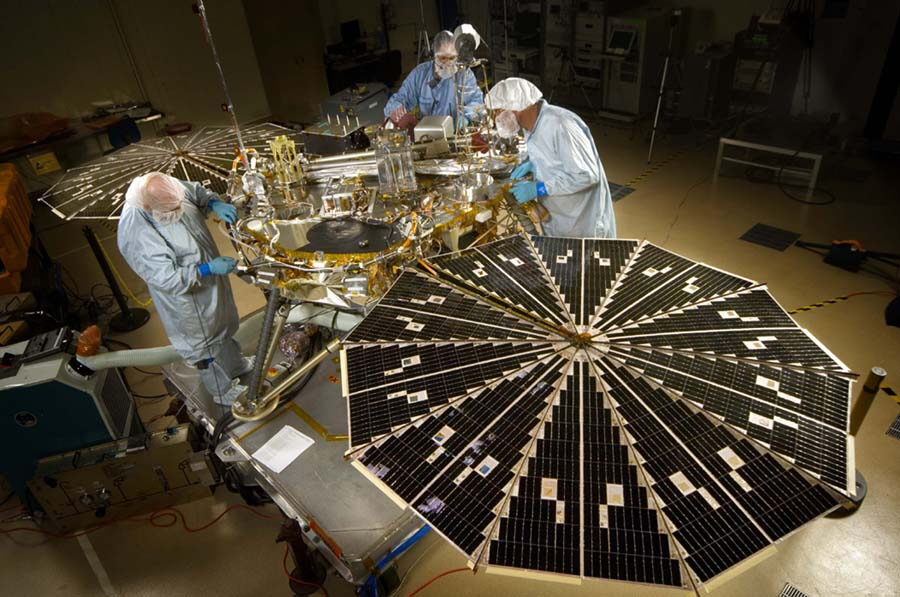
Sonde Phoenix développée par Lockheed Martin Space System dans le but d'être envoyée sur Mars

Lockheed Martin Space Systems Company  est une des quatre divisions majeures de la société américaine Lockheed Martin. Il s'agit d'un des principaux industriels intervenant dans le domaine spatial civil et militaire.

## Activité
La société regroupe l'activité des systèmes de défense stratégiques (systèmes anti-missiles balistiques), la production et la maintenance de plusieurs familles de missiles balistiques intercontinentaux, le développement de satellites d'application, de satellites scientifiques et de sondes spatiales. La division qui réalise un chiffre d'affaires de 8 milliards dollars (2011) emploie environ 16 000 personnes. Les principaux établissements sont situés à Littleton (Colorado) (siège) qui emploie plus de 4 000 personnes, Sunnyvale (Californie) qui regroupe plus de 7 000 personnes, Newtown (Pennsylvanie) et La Nouvelle-Orléans en Louisiane.
L'activité de la division est regroupée en six lignes de produit pour prendre en compte la diversité des productions et la nature de la clientèle. Par ailleurs elle fabrique le lanceur lourd Atlas V dans le cadre de la joint-venture United Launch Alliance.

### Systèmes de défense stratégiques
- - Airborne Laser Test Bed (ALTB) Beam Control/Fire Control System
  - Terminal High Altitude Area Defense (THAAD)
  - Multiple Kill Vehicle (en) (MKV)
  - Missiles cibles et contremesures
  - USAF ICBM Reentry Systems
  - Medium Extended Air Defense System (MEADS)
  - LEAPP Battle Manager (UK)
  - DARPA Falcon Project (en) Falcon

#### Missiles intercontinentaux
- - Polaris
  - Poseidon
  - Trident I
  - Trident II D5
  - Exoatmospheric Reentry-vehicle Interception System
  - Homing Overlay Experiment

### Lanceurs
- Famille de lanceurs Atlas : Atlas V

### Systèmes de surveillance et de navigation
- Satellites d'alerte avancée
  - SBIRS
- Satellites de navigation
  - GPS-IIR
  - GPS-III

### Systèmes de télécommunications
Satellites de télécommunications militaires :
- - MUOS Mobile User Objective System
  - AEHF Advanced Extremely High Frequency
  - Milstar

- Satellites de télécommunications civils  géostationnaires
  - Famille de satellites A2100

### Sondes spatiales, satellites scientifiques et satellites d'observation de la Terre
- sondes spatiales réalisées ou en cours de développement :
  - GRAIL
  - Lunar Prospector
  - MAVEN
  - JUNO
  - Phoenix (sonde spatiale)
  - 2001 Mars Odyssey
  - Mars Reconnaissance Orbiter
  - Mars Global Surveyor
  - OSIRIS-REx

- Télescopes spatiaux réalisés
  - Hubble
  - Spitzer

- Satellite scientifique
  - Gravity Probe B

- Satellites d'application réalisés ou en cours de développement :
  - Landsat 7
  - IMAGE
  - TIROS
  - GOES-R
  - DMSP (satellites météorologiques militaires

### Vol spatial habité
- Orion (véhicule spatial)
- Réservoir externe de la navette spatiale américaine*Certains composants de la station spatiale internationale (radiateurs thermiques)